# Kenny Kirkland
David Kenneth "Kenny" Kirkland (28 de setembro de 1955 em Newport, New York - 12 de novembro de 1998 em New York City, New York) foi um pianista americano e tecladista. Ele já tocou com grandes músicos como Sting, Branford Marsalis, Wynton Marsalis e Kenny Garrett.
Morreu devido a uma falha cardíaca em 1998.